# Nanomarsupella
Nanomarsupella là một chi rêu trong họ Gymnomitriaceae.